# Renzo Pi Hugarte
Renzo Pi Hugarte (* 23. November 1934 in Durazno; † 15. August 2012) war ein uruguayischer Anthropologe und Essayist.
Der promovierte Renzo Pi Hugarte absolvierte von 1967 bis 1968 ein Postgraduierten-Studium an der Universität in Paris, das er mit der Maîtrise Ethnologie abschloss. Von 1972 bis 1974 wirkte er als Dozent in mehreren amerikanischen Ländern. 1981 war er für die Ausarbeitung des Plan Nacional de Capacitación de Seguridad Social in Quito verantwortlich und leitete Kurse zum Thema „Soziale Sicherheit“ in Ecuador. Pi Hugarte veröffentlichte zahlreiche Beiträge in Zeitschriften und Gemeinschaftswerken und trat auch als Buchautor in Erscheinung. So stammen unter anderem die beiden 1969 und 1970 gemeinschaftlich mit Daniel Vidart verfassten Bände El legado de los inmigrantes, das 1973 erstmals in Madrid erschienene Los indios del Uruguay, das später auch in Quito (1995) und Montevideo (1998) veröffentlicht wurde, sowie Historias de “aquella gente gandul” - Españoles y criollos vs. indios en la Banda Oriental aus dem Jahr 1999 von ihm. Pi Hugarte war Professor (Grado 5) an Fakultät für Geistes- und Erziehungswissenschaften der Universidad de la República. Bis 1997 war er dort als Direktor der Abteilung für Sozial- und Kulturanthropologie tätig und hatte die Koordinationsfunktion auf dem Gebiet der Anthropologiewissenschaften inne. Er wurde auf dem Cementerio del Norte in Montevideo bestattet.

## Werke (Auswahl)
- El legado de los inmigrantes (Band I und II), 1969, 1970 (mit Daniel Vidart)
- Los indios del Uruguay, 1973
- Historias de “aquella gente gandul” - Españoles y criollos vs. indios en la Banda Oriental, 1999